# メロエ文字
メロエ文字（メロエもじ、英語：Meroitic script）は、古代エジプトの神聖象形文字と民衆文字に起源を持つ音素文字である。
メロエ文字は、メロエ王国において、少なくとも紀元前200年頃まで、メロエ語を書き記すのに使用されていた。またおそらく、後継者である諸ヌビア王国で古ヌビア語を記すのに使用された。メロエ語は後に、アンシャル体のギリシア語アルファベットで書き記され、このとき、三つの古メロエ象形文字が表記に追加された。
基本的に音素文字であるので、メロエ文字はエジプト神聖象形文字と比べて、かなりに異なる使われ方をされた。ある学者、例えばハールマン(Haarmann)は、メロエ文字が、その他の点でギリシア文字とは違う働きを持っているにもかかわらず、主として母音用の文字を備えていることより、この文字の発達にギリシア文字が影響を及ぼしたと信じている。

## 概説
メロエ文字は本質的にアルファベットであったが、子音の発音については、他の母音の表記がない場合は、母音として /a/ が含まれていることになっていた。単独子音は、子音記号の後に、母音 /e/（シュワー schwa）を続けることで表示された。つまり、二つの文字からなる me は、音節としての /me/ と、単独子音としての /m/ の両方を表している。他方、音節としての /ma/ は、一つの文字、つまり /a/ を含んだ m で表記され、/mi/ は m と i の二つの文字で表記された。その他の幾つかの音節は、特別な象形文字を有していた。この意味で、メロエ文字は、正しくは「半音節」文字であり、同じ頃にインドで起こった文字体系のアブギダと類似している。/n/ や /s/ などの幾つかの音節末子音は、しばしば省略された。

### 文字
全部で23個の文字記号があった。これらの文字には、4個の母音文字が含まれていた：
- a （語頭においてのみ使用された。他の場合、/a/ の母音は子音に予め含まれていた）、e （またはシュワー schwa ）、i、o （または u）。

他の母音が付いていない場合は、/a/ の母音があらかじめ付いているとされる14個ほどの子音：
- y (a)、w (a)、b (a)、p (a)、m (a)、n (a)、r (a)、l (a)、ch (a) （おそらく、ドイツ語の ich のような硬口蓋子音か、またはオランダ語の dag に似た口蓋垂音 ）、kh (a) （ドイツ語の Bach のような軟口蓋子音 ）、k (a)、q (a)、s (a)、sh (a)、d (a)、y (a)、

更に、幾つかの音節文字：
- ne または ny (a)、se または s (a)、te、to、t (a) または ti。

se は、音節を表していたのか、/š/ としての s とは区別される、子音 /s/ を表していたのかに関し議論が存在する。同様に、ne は音節だったのか、子音 /n/ であったのか。また、t は音節としての ti であったのではないかという議論もある。ある音に関し、アルファベット文字の代わりに音節文字が使用されたのは、一つの統合文字システム内で、メロエ語の方言的なヴァリエーションを表現する必要があったためだろうと考えられている。

### 二つの字体
メロエ・アルファベットには、二つの書記字体があった。エジプト神聖象形文字から取られた記念碑書体と、民衆文字から派生した草書体である。大部分の文書は草書体で書かれている。エジプト文字の書き方とは異なり、メロエ文字の二つの字体のあいだには、単純な一対一対応が存在した。例外は、草書体では、子音が後続する母音 i と一つに纏められて「合字（リガチュア）」となるということであった。
記念碑書体は草書体よりも後に作られ、支配者層のみしか使用できなかった。後には支配者層でも草書体の使用が広がり、記念碑書体は信仰に関わる事柄でのみ用いられるようになった。
書記の方向は、草書体では右から左へ、そして上から下へであった。神聖象形文字体では、右から左へとならぶ列のなかで、文字は上から下へと書かれた。記念碑文の文字は、エジプト神聖象形文字の書記法がそうであるように、文書の始まりに、顔の方向が向かっていた。
また、水平あるいは垂直にならべた三個の点からなる文字（記号）があり、単語や句を分離するのに使用された。これが唯一の句読法記号である。

### その他
この文字が本当にヌビア諸王国で使用されていたとすると、メロエ文字は、紀元6世紀におけるヌビアへのキリスト教の導入と共に、コプト文字（コプト語アルファベット）に置き換えられたことになる。
文字と書記法は、1909年に、英国のエジプト学者であるフランシス・ルウェリン・グリフィスによって解読された。しかし、メロエ語自体が完全には解読されていないため、文書研究はあまりよく進んでいない。

## Unicode
Unicode バージョン 6.1 以降、以下の領域に次の文字が収録されている。
U+10980-1099F メロエ記念碑書体　
| U+    | 0 | 1 | 2 | 3 | 4 | 5 | 6 | 7 | 8 | 9 | A | B | C | D | E | F |
| ----- | - | - | - | - | - | - | - | - | - | - | - | - | - | - | - | - |
| 10980 | 𐦀 | 𐦁 | 𐦂 | 𐦃 | 𐦄 | 𐦅 | 𐦆 | 𐦇 | 𐦈 | 𐦉 | 𐦊 | 𐦋 | 𐦌 | 𐦍 | 𐦎 | 𐦏 |
| 10990 | 𐦐 | 𐦑 | 𐦒 | 𐦓 | 𐦔 | 𐦕 | 𐦖 | 𐦗 | 𐦘 | 𐦙 | 𐦚 | 𐦛 | 𐦜 | 𐦝 | 𐦞 | 𐦟 |

U+109A0-109FF メロエ草書体　
| U+    | 0 | 1 | 2 | 3 | 4 | 5 | 6 | 7 | 8 | 9 | A | B | C | D | E | F |
| ----- | - | - | - | - | - | - | - | - | - | - | - | - | - | - | - | - |
| 109A0 | 𐦠 | 𐦡 | 𐦢 | 𐦣 | 𐦤 | 𐦥 | 𐦦 | 𐦧 | 𐦨 | 𐦩 | 𐦪 | 𐦫 | 𐦬 | 𐦭 | 𐦮 | 𐦯 |
| 109B0 | 𐦰 | 𐦱 | 𐦲 | 𐦳 | 𐦴 | 𐦵 | 𐦶 | 𐦷 |   |   |   |   |   |   | 𐦾 | 𐦿 |
| 109C0 |   |   |   |   |   |   |   |   |   |   |   |   |   |   |   |   |
| 109D0 |   |   |   |   |   |   |   |   |   |   |   |   |   |   |   |   |
| 109E0 |   |   |   |   |   |   |   |   |   |   |   |   |   |   |   |   |
| 109F0 |   |   |   |   |   |   |   |   |   |   |   |   |   |   |   |   |